# Korostkî, Liubar
Korostkî (în ucraineană Коростки) este o comună în raionul Liubar, regiunea Jîtomîr, Ucraina, formată numai din satul de reședință.

## Demografie
Componența lingvistică a comunei Korostkî
     Ucraineană (99,39%)
     Alte limbi (0,6%)
Conform recensământului din 2001, majoritatea populației comunei Korostkî era vorbitoare de ucraineană (99,39%), existând în minoritate și vorbitori de alte limbi.